# Čarodějky na cestách
„Čarodějky na cestách“ (v orig. Witches Abroad) je humoristická fantasy kniha Terryho Pratchetta, dvanáctá ze série Zeměplocha.

## Obsah
Smrť je očekáván v exotickém domě jediné čarodějky a zároveň sudičky v Lancre, Desideráty Duté. Výhoda čarodějek je totiž to, že přesně vědí, kdy zemřou a mohou po sobě zanechat své záležitosti uspořádané. Bohužel, Desideráta nemůže odejít s klidným svědomím.
Ještě je totiž nutné zařídit, aby si Eliška (Lenóra Sobotová), které je přezdíváno Popelka, v dalekém městě Genova, nevzala prince. Ví, že to bude velmi těžké, protože Eliščina druhá sudička, mocná čarodějka lady Lilith de Tempscire, dělá všechno pro to, aby si Eliška prince vzala. Používá k tomu mocnou a zhoubnou zrcadlovou magii, díky které ví, kde se co přihodí. Lilith se považuje za tu „dobrou sudičku“ a vůbec jí nevadí, že lidem, zvířatům i městům křiví a znásilňuje jejich osudy tak, aby vše, podle ní, dobře dopadlo. Lilith brzdí právě Desideráta a také tajemná žena z močálů.
Ostatní čarodějky v horách Beraní hlavy jsou Desiderátiným odchodem zaskočeny. Bábi Zlopočasná a Stařenka Oggová se pod záminkou uspořádání sudiččiných věcí sejdou druhý den v jejím domku a nakonec si přiznají, že hledají kouzelnou hůlku. Desideráta však odkázala hůlku Magrátě Česnekové s podmínkou, že musí zabránit sňatku Popelky s princem, čímž oběma čarodějkám vyrazila dech. A protože obě starší čarodějky znala, tak prohlášením, že „řekni těm dvoum starejm škatulím, aby s tebou nejezdily“ zajistila Magrátě zkušený doprovod, který doplnil stařenčin kocour Silver.
Čarodějky zažily cestou „cizozemskem“ mnoho dobrodružství, např.:
- u trpaslíků zjistily, že s kouzelnou hůlkou umí Magráta vyčarovat jen dýně, ale ze závalu z dýní se trpaslíci přece jen dostávají lépe než z kamenů. Odmění je pravým trpasličím chlebem, který zahání hlad jen pohledem na něj;

- Silver sežere netopýra, než se stihl změnit v upíra a osvobodí tak sužovaný kraj. Oni totiž upíři vstávají z mrtvých, rakví i

hrobů, ale žádnému se nepovede vstát ze Silverova žaludku;
- v městečku Lagro te Kabona zkrotí stádo býků ženoucí se ulicemi při lidové slavnosti a lehce opilé absintem tomu nejdivočejšímu

seberou věnec. Tím způsobí zánik slavnosti býků a už se o ní zvláště před místními muži nikdy nemluví;
- na říční lodi obehrají Stařenku Oggovou falešní hráči, které však připraví o všechno Bábi Zlopočasná s využitím hlavologie. Pak se ocitnou ve víru zmanipulovaných pohádkových příběhů a:

- probudí spící krasavici, která se píchla o vřetánko a nechají usmrtit vlka, který trpí prokletím a čeká na holčičku v červené čepičce;

- na Stařenku Oggovou spadne dům, protože je čarodějka s červenými botami. Zachrání ji její prvotřídní klobouk a pevná hlava vlastní všem Oggům.

Poté, co se napětí mezi Bábi Zlopočasnou a ukřivděnou Magrátou Česnekovou vyřeší pořádnou
hádkou, konečně trio čarodějek dorazí do Genovy.
Genova je město, kterému vládne princ Aga za pomoci lady Lilith, kteří tvrdě trestají každý prohřešek proti příběhům. Město je na první pohled spořádané, čisté, bohaté, ale lidé jsou ustrašení a nesví.
Stařenka Oggová se zamilovala do banánánového dejjikry (banánové daiquiri) a vydala se shánět zprávy do zámecké kuchyně paní Příjemné, která také maličko čarovala, jejímž prostřednictvím se seznámila s nejlepší kuchařkou v Genově, paní Gogolovou. I Bábi Zlopočasná neomylně dorazila k paní Gogolové, která je pozvala do svého domu v močálech a vyprávěla jim příběh, do kterého přijely zasahovat. Paní Gogolová je čarodějka vúdú a představila jim také zombie Sobotu. Bábi byla nucena přiznat, že Lilith je její problémová sestra, kterou rodiče vyhodili z domu.
Magráta Česneková se vydala plnit své sudičkovské povinnosti do domu, ve kterém žila Eliška. Popelka byla překvapená, jakou má druhou sudičku a moc Magrátě nevěřila, že ji před slavným plesem a svatbou zachrání. V domě však záchranu potřebovala spíš Magráta, a to před náhle se objevivšími krásnými sestrami (proměnění hadi), které Popelku hlídaly. Stařenka a Bábi však přišly včas.
Nastal den slavného svátku Samedi Nuit Morte a tři čarodějky vymyslely plán, jak zastavit příběh. Opily služebnictvo, kočár přeměnily na dýni a zničily Popelčiny šaty.  Lilith se však nenechala zaskočit. Služebnictvo vyčarovala z hlodavců, dýni přeměnila zpět na kočár
a šaty vykouzlila znovu. Popelka tak musela vyrazit na ples. I Bábi si uvědomila, že to bylo moc snadné. Těsně před palácem se jim podařilo zastavit kočár díky Silverovi, kterého změnily na svalnatého muže, vysílajícího druh temně ďábelské sexuality. Popelku poslaly k paní Gogolové a nahradila ji Magráta s náležitým vycpáním v místech ženských tvarů a posíleným sebevědomím.
Obě starší čarodějky ukořistily plesové šaty a sledovaly děj v sále. Stařenku Oggovou začal svádět druhý nejlepší
milenec na světě, člen stráže a zároveň trpaslík, hrabě Casanovlez. Když čarodějky zjistily, že princ Aga je přeměněná žába, posunuly hodiny a z Magráty, právě tančící s princem, spadlo kouzlo. Její pokus utéct nevyšel, Lilith je přemohla a nechala jako čarodějnice zavřít do vězení. Na pomoc jim přišel jak Casanovlez, tak zombie Sobota a Silver.
Sobota dále pokračoval do plesového sálu a za ním se řinul močál. Všichni v něm poznali Barona Sobotu, kterého princ na popud Lilith zavraždil. Lilith se ho pokusila kouzly zabít, ale zabít mrtvého nelze, i když Lilith si stáhla kouzla odevšad z okolí. Díky tomu se i z Agy stal znovu žabák a ze Silvera kocour. Baron Sobota Agu rozšlápl a Lilith utekla do věže mezi svá zrcadla, kde byla nejsilnější. Paní Gogolová přivedla Elišku, dceru barona Sobotu a svou. Bábi Zlopočasná se však postavila proti paní Gogolové, protože nechtěla, aby jedna čarodějka nahradila druhou. Chce, aby Eliška vládla sama a Genova byla znovu svobodná. I když se paní Gogolová Bábi pokusí očarovat, Bábi ji přemůže a sama se vydá potrestat svou sestru Lízu. Musí však překonat její zrcadlovou magii a vydat se za ní do světa zrcadel. Vrátí se z něj však sama, bez Lilith, která cestu nenašla.
Všechno dobře dopadlo a čarodějky se velkou oklikou vrací domů.